# Róbert Pich
Róbert Pich (* 12. listopadu 1988, Svidník) je slovenský fotbalový záložník či útočník, od ledna 2017 hráč klubu Śląsk Wrocław. Mimo Slovensko působil na klubové úrovni v Česku, Polsku a Německu.

## Klubová kariéra
Svoji fotbalovou kariéru začal v MŠK Tesla Stropkov, odkud v průběhu mládeže přestoupil do SK Slavia Praha. Klub se stal hráčovým prvním zahraničním angažmá. V roce 2008 se vrátil zpět na Slovensko a podepsal smlouvu s FO ŽP ŠPORT Podbrezová. V týmu se mu dařilo a po roce zamířil do FK Dukla Banská Bystrica. Před jarní částí sezony 2010/11 podepsal kontrakt s MŠK Žilina. S týmem vyhrál ligový titul a získal prvenství ve slovenském poháru.

### Śląsk Wrocław
V zimním přestupovém období 2013/14 byl původně přeřazen do rezervy, protože smlouvu, která mu končila po konci sezony neprodloužil, a nové angažmá nesehnal. Nakonec ale přestoupil v únoru 2014 do polského klubu Śląsk Wrocław tehdy vedeného trenérem Stanislavem Levým. Hráč podepsal smlouvu na 2 roky. Do konce sezóny 2013/14 odehrál 13 zápasů v Ekstraklase, gól nevstřelil. Zato začátek sezóny 2014/15 mu vyšel náramně, ve třech úvodních ligových utkáních vstřelil 4 góly. Celkem za tým nastoupil k 57 střetnutím, ve kterých vsítil 14 gólů.

### 1. FC Kaiserslautern
V srpnu 2015 se o hráče zajímal polský tým Legia Varšava a Kasımpaşa SK z Turecka, ale fotbalista přestoupil údajně za 350 tisíc eur do německého klubu 1. FC Kaiserslautern, kde podepsal tříletý kontrakt. V dresu tohoto německého klubu však na podzim 2015 mnoho příležitostí nedostával a v únoru 2016 se vrátil do Śląsku Wrocław na hostování do konce sezóny 2015/16.

### Śląsk Wrocław (návrat)
V prosinci 2016 se dohodl na ukončení smlouvy s Kaiserlauternem a v lednu 2017 podepsal kontrakt do června 2018 se staronovým zaměstnavatelem, polským klubem Śląsk Wrocław.